# 金宗文
金 宗文（キム・ジョンムン、朝鮮語: 김종문、1919年4月22日 - 1981年1月17日）は、大韓民国の詩人、文化評論家。

## 生涯
日本統治時代の平壌出身。1942年にアテネ・フランセ卒。国防部政訓局長を務めた後、1957年に陸軍少将として予備役に編入した。
詩人としての作品に『時史時代』、『壁』、『不安な土曜日』などがある。
心臓病により62歳で死去した。

## 受賞
1959年に自由文学賞、1978年に韓国ペンクラブ文学賞をそれぞれ受賞した。